# Rocco Steele

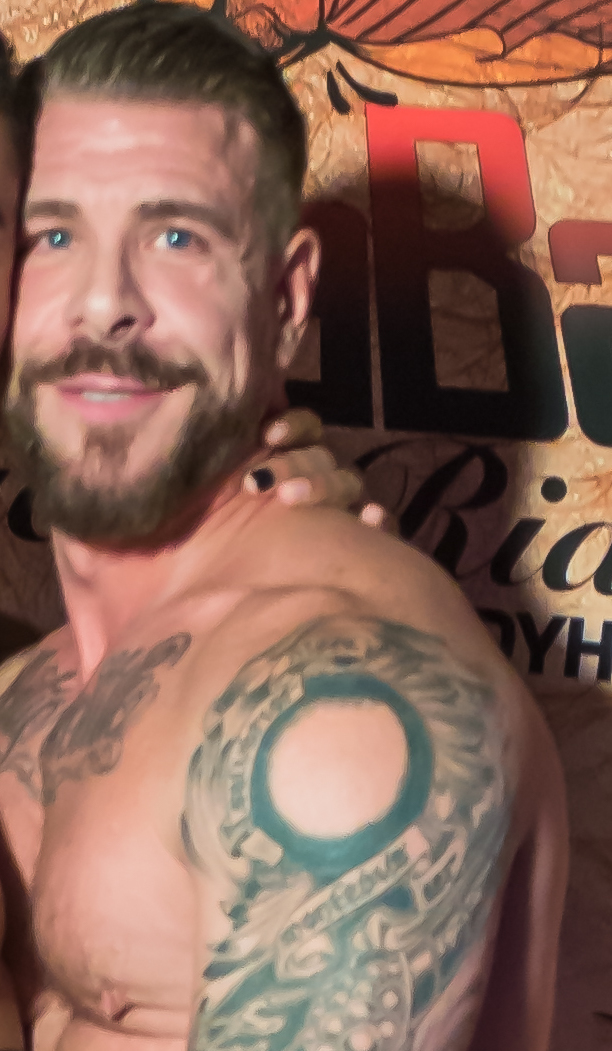
Rocco Steele

Rocco Steele ist ein US-amerikanischer,  homosexueller Pornodarsteller und Unternehmer mit italienischen Wurzeln. Er lebt in New York.

## Leben
Steele wuchs mit seiner Familie (eine US-amerikanische Mutter, ein italoamerikanischer Vater, drei ältere Schwestern sowie einen Bruder) in einem kleinen Ort in Ohio auf und ging auf katholische Privatschulen. Seine Eltern ließen sich scheiden, als er 12 war. Während seiner Jugend spürte er, dass er sich zum gleichen Geschlecht hingezogen fühlt, versuchte dies jedoch bis zum College-Besuch zu verdrängen. Nach dem College zog er nach New York City und hatte dort seine ersten homosexuellen Erfahrungen. Ein paar Jahre später zog er zurück nach Ohio und outete sich schließlich bei seinem Umfeld, seine Familie akzeptierte seine Homosexualität. Später zog er erneut nach New York und hatte dort bis 1998 mit seiner Alkohol- und Drogensucht zu kämpfen. Steele ist Träger des HI-Virus und arbeitete bis 2012 über 20 Jahre im Einzelhandel. Seit dem Karrierewechsel im Sommer 2012 ist er als Escort tätig und spielt seit 2014 in Pornofilmen mit. Er gründete danach sein eigenes Unterwäsche-Label namens 10seven, welches eine Anspielung auf die Maße seines Penis ist.

## Filmografie
- 2014: Bareback Perpetrators (Hot Desert Knights)
- 2014: Big Fucking Cocks (Raw JOXXX)
- 2014: Boner (Treasure Island Media)
- 2014: Craving Big Dicks (Raw Strokes Productions)
- 2014: Dicks of Steel (Raw JOXXX)
- 2014: Guard Patrol (Raging Stallion)
- 2014: Load Sharks (Dark Alley Media)
- 2014: Maximum Bareback (Raw Strokes Productions)
- 2014: Raw Fuckin’ Heat (Factory Video Productions)
- 2014: Ride Me Raw 2 (Dirty Dawg Productions)
- 2014: Sex in Bed (Ray Dragon Studios)
- 2014: Working-Class Stiff (Dragon Media)
- 2014: Bang On (Raging Stallion)
- 2015: Jump Into Rocco Steeles Breeding Party (Lucas Entertainment)
- 2015: Meet The Barebackers 4 (Ricky Raunch)
- 2015: Monster 5: Swamp Ass Breeders (Dark Alley Media)
- 2015: Ride Me Raw 3 (Dirty Dawg Productions)
- 2015: Rocco Steele and Adam Russo (Raw JOXXX)
- 2015: Rocco Steele and Nick Tiano (Raw JOXXX)
- 2015: Stuffed (Eurocreme)
- 2015: Daddy Issues (Catalina)
- 2016: Stiff Sentence (Hot House)
- 2016: Rocco Steele's Urban Legend (Dragon Media) - anche regista
- 2016: Secrets & Lies (Naked Sword)

## Awards
- 2015 – International Escort Awards
  - Mr. International Escort
- 2015 – Grabby Awards
  - Hottest Cock
  - Suirt.org Fan Favorite
- 2016 – XBIZ Awards
  - Gay Performer of the Year
- 2016 – Grabby Awards
  - Hottest Top
  - Best Duo (mit Casey Everett in Daddy Issues)
- 2017 – Prowler Porn Awards
  - Best International Porn Star
- 2017 – Grabby Awards
  - Best Actor in Secrets & Lies